# SimCity
SimCity ist eine Computerspielreihe des Unternehmens Maxis, das seit 1997 eine Tochtergesellschaft von Electronic Arts (EA) ist. Es gehört dem Genre der Wirtschaftssimulationen an. Entwickler des Spielprinzips ist Maxis-Mitgründer Will Wright.

## Spielablauf
Inhalt des Spiels ist die Simulation einer Stadt und deren Entwicklung unter Einbeziehung verschiedener Faktoren wie Kriminalität, Umwelt, Verkehrsfluss und Bildung. Auf einer anfänglich unbebauten Landschaft kann vom Spieler Infrastruktur wie etwa Strom- und Wasserversorgung, Straßen und Schienen gebaut werden. Außerdem kann er Wohn-, Industrie- und Gewerbegebiete zur Bebauung ausweisen. Spezialgebäude wie Häfen, Parks, Schulen, Polizei- und Feuerwachen beeinflussen verschiedene Parameter in ihrer Umgebung (ein Polizeirevier führt zu geringerer Kriminalität, was die Attraktivität und den Landwert der Grundstücke in der Umgebung erhöht), die sich auf die ausgewiesenen Baugebiete und deren Bebauung auswirken.
Die jeweilige Nachfolgeversion von SimCity verfügte meist über immer ausgeklügeltere Kriterien, unter welchen Umständen sich Grundstücke entwickeln. Seit SimCity 3000 wird zudem nach Wohlstandsgrad unterschieden. Ist die Infrastruktur sowie die Attraktivität und Landwert eines Grundstückes zu gering, entstehen Gebäude mit niedrigen Standards, so zum Beispiel Wohnwagensiedlungen, kleine Hütten und Plattenbauten bei Wohngebieten, Imbissbuden, Werkstätten, Gebrauchtwagenhändler und Supermärkte bei Gewerbegebieten, umweltbelastende Schwerindustrie im Industriesektor. Sind die Bedingungen gut, entwickeln sich hingegen schicke Gebäude und Gebiete mittleren Wohlstands – im Wohnbereich erkennbar durch Mehrfamilienhäuser oder verzierte Backsteinhochhäuser, im Gewerbesektor durch Einzelhandelsläden und im Industriegebiet durch weniger umweltbelastende herstellende Industrie oder auch gar nicht belastende High-Tech-Industrie. Bei optimalen Bedingungen entstehen Villenviertel und Luxuswohnhäuser und vermehrt High-Tech-Industrie und Boutiquen. Wolkenkratzer sind nur bei „sehr hohen“ Grundstückspreisen möglich, wobei die Grundstückspreise für jedes Feld einzeln berechnet werden und der Gebäudewert abhängig vom Durchschnittspreis aller Grundstückseinheiten ist.
Faktoren zur positiven oder negativen Entwicklung des Wohlstandes einer Stadt sind zudem verschiedene vorgegebene Verordnungen, die erlassen oder zurückgenommen werden können. Des Weiteren spielen Umweltverschmutzung, Verkehrsaufkommen, Sicherheit, Gesundheit und Bildung sowie das Vorkommen naturbelassener Flächen wie Seen, Hügel oder Parks eine Rolle bei der Nachfrage von wohlhabenderen Sims und Unternehmen.
Es gibt kein vorgegebenes, zu erreichendes Spielziel, wenngleich das Bestreben des Spielers dahin gelenkt wird, die Anzahl der Einwohner zu erhöhen, was dann auch durch Belohnungen, wie Bürgermeistervilla, Stadthalle oder Denkmal, motiviert wird. Allerdings bleibt es dem Spieler überlassen, ob er das Erstellen einer ländlichen Gegend oder einer funktionierenden Metropole anstrebt. SimCity lässt dem Spieler große Freiheiten bei der Stadtplanung und in SimCity 4 sogar bei der Regionalplanung.

## Geschichte
SimCity wurde im Jahr 1989 zunächst für Amiga (Commodore), Commodore 64, Atari ST, IBM-PC und Kompatibel mit DOS sowie Macintosh bzw. „Mac“ (Apple) mit Mac OS veröffentlicht, später auch auf Spielkonsolen wie beispielsweise das SNES (Nintendo) portiert. Eine beinahe fertiggestellte Version für das Nintendo Entertainment System erschien nicht mehr. Es folgten eine erweiterte Version sowie die Nachfolger SimCity 2000, SimCity 3000 sowie SimCity 4 nebst einer Erweiterung.
Mit der stetigen Weiterentwicklung des Spiels ging in der neuesten Version auch die von Loki Software vorgenommene Portierung von SimCity 3000 Unlimited/Deutschland nach Linux einher. SimCity 4 einschließlich Erweiterung sind für den Betrieb unter Linux mit dem DirectX-Emulator Cedega zertifiziert. Seit 2008 gibt es SimCity auch für das iPhone, den iPod touch und das iPad, im Jahr 2010 wurde SimCity Deluxe veröffentlicht, das im Jahr 2011 auch auf Android portiert wurde. SimCity Buildit ist für Android und iOS verfügbar.

## Versionen
Folgende Spiele wurden bisher in der SimCity-Reihe veröffentlicht (Erscheinungsjahr in Klammern):
- SimCity (1989)
  - SimCity Ancient Cities (1991)
  - SimCity Future Cities (1991)

- SimCity 2000 (1993)
  - SimCity 2000 Special Edition (1995)
  - SimCity 2000 Network Edition (1996)

- SimCity 3000 (1999)
  - SimCity 3000 Deutschland (2000)
  - SimCity 3000 Unlimited (2000)
  - SimCity (Dezember 2008 für iPhone und iPod touch, basiert auf SimCity 3000)

- SimCity 64 (2000)

- SimCity 4 (2003)
  - SimCity 4: Rush Hour Expansion Pack (2003)
  - SimCity 4: Deluxe Edition (2005)

- SimCity DS (20. Juni 2007)

- SimCity Societies[2] (15. November 2007)
  - SimCity Societies Reisewelten Erweiterung (Juni 2008)
  - SimCity Societies Deluxe Edition (Juni 2008)

- SimCity Creator (19. März 2008 zunächst in Japan als SimCity DS 2 für DS und 19. September 2008 für Wii)

- SimCity Deluxe (Dezember 2010 für iPad, November 2011 für Android, basiert auf SimCity 4)

- SimCity Social (25. Juni 2012)

- SimCity (7. März 2013)
  - SimCity: Deutsches Städteset (2013)
  - SimCity: Englisches Städteset (2013)
  - SimCity: Französisches Städteset (2013)
  - SimCity: Luftschiff-Set (2013)
  - SimCity: Freizeitpark-Set (2013)
  - SimCity: Media Markt Gebäude (2013)
  - SimCity: Städte der Zukunft (engl. SimCity: Cities of Tomorrow; 12. November 2013)
  - SimCity: Paket Progressive (2013)

- SimCity: BuildIt (2014)

## Unterschiede der Versionen

### SimCity
Diese erste Version unterscheidet sich von den nachfolgenden in dem Punkt, dass ausschließlich in der Draufsicht gespielt wird. Das Spiel erlaubt das Anlegen und Öffnen von bereits gespeicherten Städten. Es gibt Szenarien, bei denen der Spieler eine Mission erfüllen muss, um zu gewinnen. Die Katastrophen sind in dieser Version bereits vorhanden, sie können aber auch über einen Menüpunkt deaktiviert werden. Interessant ist, dass sich die Gebiete (Wohnen, Gewerbe und Industrie) immer nur in 3×3-Abschnitten ausweisen lassen. Das gibt es in späteren Versionen nicht mehr, da die Größe dort mit gedrücktem Ziehen der Maus bestimmt wird.
Die Grafik ist in dieser Version noch sehr einfach gehalten. Allerdings sind zum Beispiel bereits Autos auf stark befahrenen Straßen und Schiffe auf dem Meer bzw. auf Flüssen, wenn ein Hafen gebaut wurde, zu sehen. Mehrere Szenarien ermöglichten auch die Problemlösungen in sechs vorgegebenen Städten: Detroit (Wirtschaftskrise), Boston (GAU), San Francisco (Erdbeben), Bern (Verkehrsinfarkt), Rio de Janeiro (Überschwemmung), Tokio (Monsterangriff wegen Umweltverschmutzung) und auf manchen Plattformen noch Hamburg (Bombenangriffe) und Dullsville. Wurden alle Szenarien erfolgreich gelöst, gab es zwei weitere Szenarien als Bonus: Las Vegas, welches durch Außerirdische angegriffen wird, und Freeland, in dem kein Wasser zur Verfügung steht.
Die Bezeichnung der Stadt ändert sich mit ihrer Einwohnerzahl. So beginnt man bei einem Dorf und kommt über eine Stadt, Großstadt, Hauptstadt, eine Metropole zu einer Mega-Metropole. Dies war das inoffizielle Ziel im Endlosspiel und wurde in der SNES-Version mit einer Super-Mario-Statue belohnt. Für eine Mega-Metropole musste nahezu jeder freie Platz der Karte bebaut sein. Ergänzend unterschied sich die SNES-Version ebenfalls in zahlreichen Details von der Ursprungsversion: So gab es mehr Belohnungen beim Erreichen diverser Spielziele, wie das Polizei-Hauptquartier nach dem Bau einer gewissen Anzahl von Polizeistationen oder die EXPO, wenn ein Flughafen gebaut worden ist.
Als Erweiterung gab es 1991 von Maxis zwei „Expansion Packs“, SimCity Ancient Cities und SimCity Future Cities. Mit diesen Erweiterungen war es möglich, seiner Stadt entweder einen mittelalterlichen Touch oder ein sehr futuristisches Aussehen zu verpassen und Probleme zu lösen, die es zu den entsprechenden Zeiten gegeben hat bzw. geben könnte. Die Grafik war allerdings sehr an einen Comic angelehnt.
Im Jahr 1993 erschien zudem eine grafisch und multimedial erweiterte Version mit dem Titel „SimCity Enhanced“. Im November 1996 wurde Sim City vom US-Magazin Computer Gaming World auf Platz 6 der 150 besten Spiele aller Zeiten gewählt.

### SimCity 2000

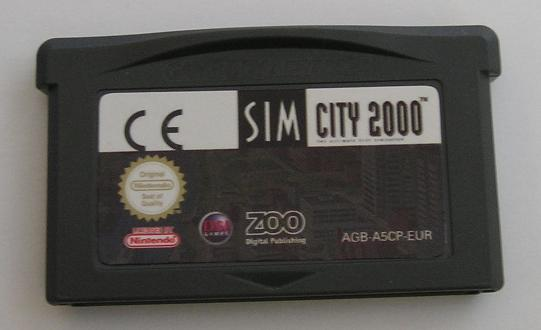
Cartridge von SimCity 2000 für den Game Boy Advance

Im Gegensatz zu SimCity gibt es eine isometrische Sicht statt einer Draufsicht. Erstmals können auch unterirdische Wasserrohre verlegt werden, und das Gelände ist nicht mehr nur flach. Die Grafik wurde durch SVGA deutlich verbessert. Durch die Möglichkeit der Wahl des Einstiegsjahres kommen erst im Laufe des Spiels verschiedene technische Optionen hinzu. Je nach Schwierigkeitsgrad sind unvorhergesehene Ereignisse wie z. B. Erdbeben, Hochwasser oder Großfeuer zu bewältigen. Mit zunehmender Einwohnerzahl werden von Zeit zu Zeit gewisse Sondergebäude wie ein Rathaus, eine Statue oder Arkologien möglich. Außerdem hat ein Spieler die Möglichkeit, manuell Katastrophen auszulösen. So kann beispielsweise ein Tornado auf die Stadt losgelassen werden oder durch Demonstranten Brände in der Stadt gelegt werden lassen.
Von SimCity 2000 wurde erstmals auch eine Netzwerkvariante angeboten – die SimCity 2000 Network Edition (SC2000N), die es erlaubte, entweder gegen oder mit anderen Spielern eine Stadt aufzubauen. Hierzu mussten die einzelnen Gebiete auf dem Spielplan zunächst einmal vom Spieler gekauft werden, bevor sie bebaut werden konnten. Leider traten in dieser Version häufig technische Fehler auf, so z. B. beim Erstellen von Verträgen mit anderen Spielern. So waren beispielsweise die Bezeichnungen „Geld“ und „Strom“ gegenüber ihrer tatsächlichen Funktion vertauscht.
SimCity 2000 ist für PC-kompatibles DOS, Windows 3.x, Windows 9x, OS/2, Mac OS, RISC OS und AmigaOS erschienen. Portiert wurde es auch auf den PDA (Windows Mobile 2000 oder höher) und Spielekonsolen, wie der Sega Saturn, PlayStation, PlayStation Portable, dem SNES, dem Game Boy Advance und dem N64. Auf der Vertriebsplattform GoG ist außerdem das Originalspiel in einer auf modernen Systemen lauffähigen Version erhältlich.
Am 29. November 2012 gab das Museum of Modern Art den Erwerb von 14 Computerspielen, darunter SimCity 2000, für eine neue Design-Dauerausstellung in den Philip Johnson Galleries ab März 2013 bekannt. In der Bekanntmachung wurden die Titel als herausragende Vertreter im Bereich des Interaktionsdesigns bezeichnet. Kriterien waren demnach neben der visuellen Qualität und der ästhetischen Erfahrung sämtliche Aspekte, die zur Gestaltung der Interaktion beitragen, etwa die Eleganz des Programmcodes oder das Design des Spielerverhaltens.

### SimCity 3000
Ein Nachrichtenticker liefert am unteren Bildschirmrand laufend Informationen über den Zustand der Stadt, sowie – falls keine nennenswerten Informationen zu melden sind – reihenweise humoristische Wortmeldungen. Erkannte der Spieler versteckte Hinweise auf nahende Katastrophen nicht, konnten diese verheerende Ausmaße annehmen. Im Spiel enthalten waren auch einige Szenarien, in denen der Spieler eine fertige Stadt anvertraut bekam und vorgegebene Ziele erreichen musste (z. B. Senken der Kriminalität, Verringerung der Umweltbelastung oder das Lösen von Verkehrsproblemen).
In einer Zusatzversion von SimCity 3000 ist es möglich, selbst Gebäude zu konstruieren und sie dann im Stadtbild durch Ersetzen vorhandener Gebäude einzusetzen. Dabei waren allerdings jederzeit Unterschiede zwischen den selber erstellten und sonstigen Gebäuden erkennbar.
SimCity-3000-Spieler konnten sich mit im Spiel enthaltenen Registrierungscodes im Internet anmelden, und auf der SimCity-Webseite im „Exchange“-Bereich Dateien hoch- und runterladen. Statistiken über z. B. die am besten bewerteten Exemplare wurden erstellt und spornten so die Spieler an. Auch ganze Städte konnten auf dieser Plattform getauscht werden.
Ein Jahr nach SimCity 3000 erschien die erweiterte Fassung SimCity Deutschland. In dieser gab es zusätzlich viele bekannte deutsche Bauwerke, die man nun in seine eigene Stadt einfügen konnte. Zudem gab es deutsche (europäische), amerikanische und japanische (asiatische) Gebäudesets. Damit erhielten die Städte ein regionstypisches Aussehen. Man wählte den Typ zu Beginn jedes Spieles, doch war dieser auch jederzeit wieder austauschbar.
SimCity 3000 läuft auf Windows, Linux, Mac OS 9 und unter dem Namen „SimCity“ auf iPhone und iPod touch.

### SimCity 4
In SimCity 4 wird jede neue Stadt im „Jahr 0“ gestartet. Die Freischaltung neuer Gebäude hängt nicht, wie beim Vorgänger, vom Alter der Stadt ab, sondern von diversen anderen Faktoren wie Einwohnerzahl, Anzahl von bestimmten Arbeitsplätzen, Bürgermeisterbewertung oder der Nutzung bereits vorhandener Gebäude. Beispielsweise wird ein Fusionskraftwerk erst freigeschaltet, wenn die Stadt einen Energiebedarf von 30.000 und 4.000 Arbeitsplätze in der High-Tech-Industrie aufweist.
Die deutlichste Innovation gegenüber den Vorgängerversionen ist das so genannte „Regionskonzept“: Die gebaute Stadt steht nicht mehr für sich allein, oder hat fiktive, nicht selbsterstellte Nachbarstädte, sondern ist nun Teil einer Region von selbsterstellten Städten, die miteinander interagieren. Somit wird es möglich, Städte für bestimmte Bedürfnisse zu bauen und negative Einflüsse durch Schwerindustrie, Kraftwerke und Müllentsorgung in andere Städte auszulagern.
Da SimCity 4 bis heute als einziges Spiel aus der SimCity-Reihe die Möglichkeit eines unkomplizierten Moddings ohne Veränderung der Spieldateien bietet, werden von Fans immer noch viele Mods und Plug-ins erstellt.
SimCity 4 gibt es für Windows und macOS (bis 2012 „Mac OS X“).

#### Rush Hour
Außerdem erschien die Erweiterung „Rush Hour“, die neue Verkehrsmittel wie Monorail und Hochbahn in das Spiel einführte. Mit der Erweiterung wurde es zudem ermöglicht, selbst einzelne Fahrzeuge zu lenken. Auf diese Weise kann der Spieler diverse Missionen erledigen, die zum Teil Gebäude freischalten, ohne dass die Voraussetzungen zum Freischalten erfüllt sind.
Des Weiteren kann man nun zwischen vier verschiedenen Bauepochen wählen. So stehen nun Wohn- und Gewerbegebäude Chicagos des Jahres 1890, New York 1940, Houston 1990 und des zeitgenössischen Frankfurt am Main zur Verfügung.
Der Import einzelner Sims, die ihrem täglichen Leben nachgehen, aus dem Spiel Die Sims in SimCity ist in dieser Version erstmals möglich. Man kann zusätzliche Sims erstellen. Bis auf das Geschlecht, das Sternzeichen und den Kopf sind aber keine weiteren Charaktereinstellungen möglich.
Zudem wurde 2005 die Erweiterung „Deluxe“ herausgegeben, welche allerdings nichts weiter als die Erweiterung Rush Hour und die zu der Zeit wichtigsten Patches ist.

### SimCity Creator
- Zum ersten Mal wird über verschiedene Zeitalter hinweg gebaut von der Urzeit bis in die Zukunft.[6]
- Im Mittelalter kann man zwischen zwei Zeiten wählen (Europäische Renaissance oder „Offenes-Asien“-Ära)
- In der Moderne kann der Spieler zwischen drei Zeiten wählen (Amerikanische Hochkonjunktur, Europäisches Industriezeitalter oder Asiatische Entwicklungsära).
- Das Spiel verfügt über vier Spielmodi: „Herausforderung“, „Freies Spiel“, „Zufällige Begegnung“ und „Galerie“[7]
- SimCity Creator ist für die Spielkonsolen Nintendo DS und Wii erschienen.

### SimCity Societies
Am 15. November 2007 erschien SimCity Societies. Entwickler war diesmal nicht das Unternehmen Maxis, sondern Tilted Mill. Die verwendete 3D-Game-Engine fand auch schon in Caesar IV Verwendung. Das Spiel wurde in nur einem Jahr fertiggestellt.
Spielerisch unterscheidet sich dieses Spiel grundlegend von den anderen Teilen. Wichtigste Änderung ist die Einführung von sozialen Energien – Wissen, Kreativität, Glaube, Autorität, Wohlstand und Produktivität. Jedes Gebäude produziert oder verbraucht eine bestimmte Menge dieser Energien. Im Gegensatz zu den anderen Teilen wird jedes Gebäude vom Spieler einzeln gebaut.
Durch die Auswahl der Gebäude gibt der Spieler der Stadt ihr Aussehen, sodass das Stadtbild unterschiedlich dominiert sein kann. Möglich sind zum Beispiel Städte der Themen Cyberpunk, Orwell’scher Überwachungsstaat, „Spaßhausen“, industriell oder kapitalistisch, aber auch normale Städte sind möglich.
Das Spiel richtet sich überwiegend an Gelegenheitsspieler. Dies stieß auf die Kritik von erfahrenen Spielern, die den geringen Schwierigkeitsgrad und die geringe Spieltiefe bemängeln. Wirtschaftliche Aspekte stehen im Spiel im Hintergrund, da sich die Gebäude nicht weiterentwickeln und auch kaum Wechselwirkung miteinander haben.
Im Juni 2008 ist ein erstes Erweiterungspack mit dem Thema Reisewelten erschienen, das es allerdings nur auf der Internetseite von EA gibt. Des Weiteren ist eine Deluxe-Edition erschienen, mit dem Basisspiel sowie dem Erweiterungspack „Reisewelten“.
Im Gegensatz zu den Vorgängern wurden viele wirtschaftliche Funktionen entfernt, so wurde zum Beispiel die Versorgung der Stadt durch Strom, Wasser, Schulen, Polizei usw. auf eine Wechselwirkung von Stromproduktion und Stromverbrauch reduziert. Das heißt, es gibt keine Wasserkraftwerke mehr, es sei denn, sie produzieren soziale Energien. Es gibt natürlich auch die Möglichkeit, Schulen zu bauen, diese haben kaum Auswirkungen auf die Versorgung der Sims, sondern liefern vielmehr die soziale Energie „Wissen“. Polizeistationen verbrauchen „Autorität“, die in der einfachsten Version einer autoritären Stadt durch das Gebäude „Bank“ bereitgestellt wird und so weiter. Da am Wochenende weniger Einnahmen erzielt werden, kommt die Stunde der Wahrheit immer am Sonntag um Mitternacht. Das Spiel ist eher mit einer Art abstraktem Puzzle vergleichbar als mit einer Wirtschaftssimulation, wie die SimCity-Reihe ursprünglich konzipiert war.

### SimCity (2013)

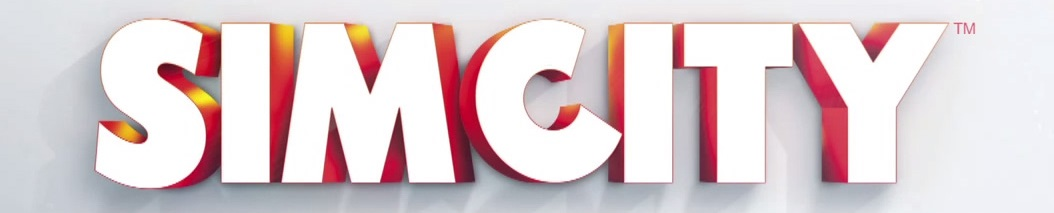
Logo von Sim City

Im März 2012 wurde auf der Game Developers Conference das neue SimCity gezeigt. Das Spiel wurde von Maxis auf der Basis der neuen Glassbox Engine entwickelt und ist am 7. März 2013 als Windows- und Mac-Version erschienen. In den USA war das Spiel bereits am 5. März 2013 erschienen. Da Entwickler Maxis das Spiel als Reboot der Serie bezeichnet, heißt es offiziell nur SimCity. Es ist der erste Teil der Serie, der ein Konto bei EAs Vertriebsplattform Origin und eine dauerhafte Internetverbindung zum Spielen benötigt. Das Spiel hat einen Einzel- und Mehrspielermodus. Zwischen August 2012 und Januar 2013 war es möglich sich für die geschlossene Beta-Phase zu registrieren. SimCity gewann den gamescom-Award 2012.
Das Spiel erfordert eine permanente Internetverbindung und ist nicht offline spielbar – auch nicht im Einzelspielermodus. Der Publisher EA begründete diese Einschränkung mit Berechnungen, die nur schnell genug auf Servern erfolgen könnten. Dies stellte sich nach Veröffentlichung des Spiels als unwahr heraus, so ist das Spielen ohne Internetverbindung bereits durch die Änderung von zwei Zeilen Code möglich. Im Zuge des Beginns der Auslieferung des Spiels ist es zu teils erheblichen Problemen mit der Zuverlässigkeit der Spieleserver gekommen, sodass viele Käufer das Spiel tagelang nicht spielen konnten, was sich in einer großen Anzahl negativer Kundenkritiken ausgewirkt hat. Amazon hat das Spiel zeitweise aus dem Handel genommen. Im Januar 2014 wurde schließlich das Update 10 angekündigt, mit dem das Spiel auch offline gespielt werden kann.

### SimCity Social
Im Juni 2012 kündigte Electronic Arts das Erscheinen von SimCity Social an, wobei es sich um eine Version für das Soziale Netzwerk Facebook handelt. Diese soll es Spielern beispielsweise ermöglichen, Freunde in ihre Stadt einziehen zu lassen oder auch Städtepartnerschaften mit ihnen zu schließen. Bereits im April 2013 gab Electronic Arts bekannt, das Spiel zum 14. Juni 2013 einzustellen.

### SimCity: BuildIt
SimCity: BuildIt wurde 2014 als Handyspiel veröffentlicht. Es finanziert sich durch Mikrotransaktionen. Trotz schlechter Rezensionen in der Fachpresse zählt es gemessen an den Downloadzahlen zu dem Teil mit der höchsten Marktdurchdringung.

## Rezeption
| Spiel            | GameRankings | Metacritic |
| ---------------- | ------------ | ---------- |
| SimCity          |              |            |
| SimCity 2000     | 72 %         |            |
| SimCity 3000     | 84 %         |            |
| SimCity 4        | 85 %         | 84/100     |
| SimCity          |              | 64/100     |
| SimCity: BuildIt |              | 58/100     |

Neben positiver Rezeption bzw. Preisen wurde das Spiel auch kritisch rezipiert. So schrieb das Jacobin, dass „[d]as Spiel […] den Regeln neoliberaler Stadtentwicklung“ folge. Sein Algorithmus begünstige soziale Unterdrückung und totalitäre Kontrolle. Das Spiel erzeuge eine Perspektive auf Stadtentwicklung als politische Technologie, die über das Spiel hinaus Einfluss habe: